# Kennemerduinen

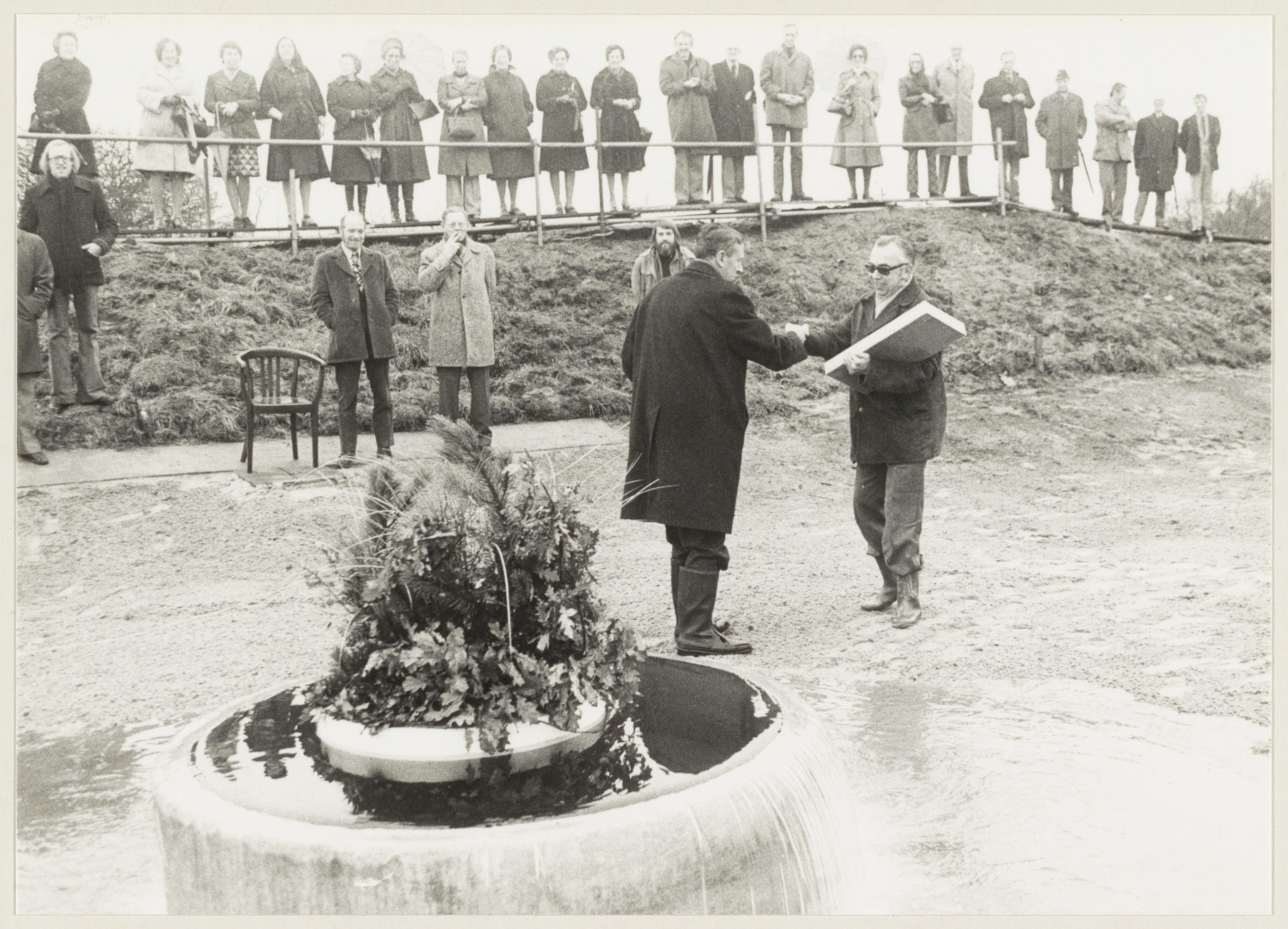
Wethouder A. Thuis, voorzitter van de belangengemeenschap Duinwatervoorziening Zuid Kennemerland, verricht de opening door het eerste Rijnwater in het Nationaal Park "De Kennemerduinen" te laten vloeien.

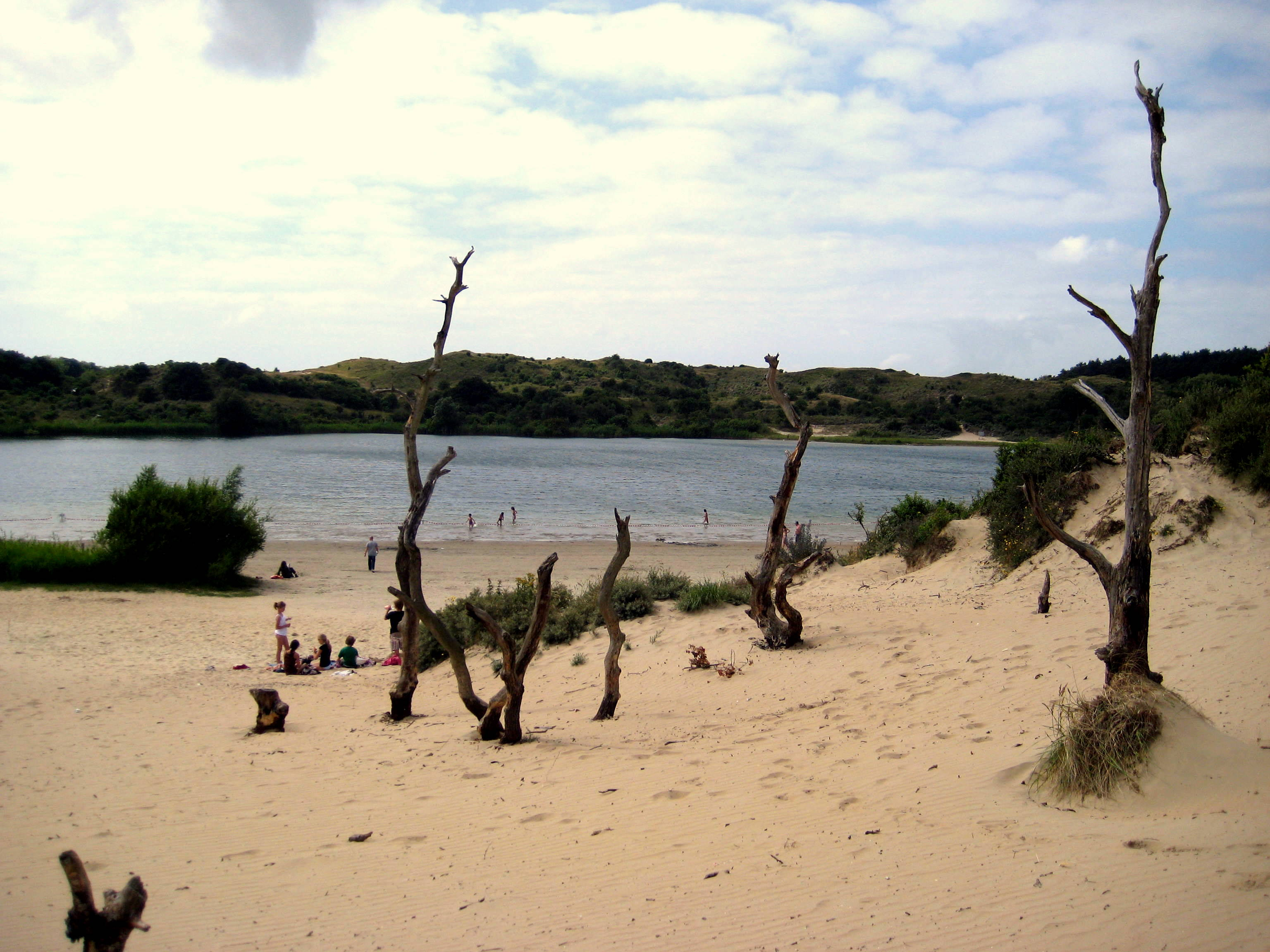
Duinmeertje 't Wed

Kennemerduinen is een natuurgebied dat onderdeel is van het Nationaal Park Zuid-Kennemerland. Het gebied omvat 1253 hectare duin- en strandwallenlandschap en is het meest bezochte en meest bekende onderdeel van het nationaal park. De Kennemerduinen zijn voor het overgrote deel in beheer en eigendom bij PWN (Waterleidingbedrijf Noord-Holland). De drinkwaterwinning in de Kennemerduinen is in 2002 beëindigd.

## Geschiedenis
De Kennemerduinen droegen al sinds 1950 de naam Nationaal Park, ver voordat er in Nederland sprake was van een nationaal parkenbeleid. In 1995 werd Nationaal Park De Kennemerduinen opgenomen in een nieuw opgericht Nationaal Park, het huidige Nationaal Park Zuid-Kennemerland. 

## Landschap
De Kennemerduinen staan bekend om de hoge duinzoom in het oosten van het duinterrein, met als hoogste punt de Brederodeberg (45 meter) nabij Santpoort. Dit duin tussen ingang Duin en Kruidberg en Bleek en Berg vormt vooral een sportieve uitdaging, aangezien er door de begroeiing geen weids uitzicht is. Het net buiten het Nationaal Park gelegen Kopje van Bloemendaal (43 meter; met uitkijktoren 52 meter) biedt wel een zeer weids uitzicht, o.a. over het nationaal park, over de zee, over Haarlem en Amsterdam. Een ander uitzichtpunt in het gebied is de 32 meter hoge Hazenberg tussen ingang Parnassia en het Vogelmeer (zie foto). In de Kennemerduinen liggen ook diverse gegraven duinmeertjes, zoals 't Wed, het Vogelmeer en de Oosterplas. In 't Wed en in de Oosterplas mag ook gezwommen worden.

## Toegang
Er zijn drie hoofdingangen om de Kennemerduinen binnen te komen. Dit zijn ingang Parnassia in het westen, ingang Koevlak in het zuiden en ingang Bleek en Berg in het oosten. Al deze ingangen kennen een ruime (betaalde) parkeergelegenheid. Ook lopen er van al deze ingangen fietspaden het gebied in en beginnen er diverse wandelroutes. De toegang tot De Kennemerduinen is evenals bij de andere gebieden van Nationaal Park Zuid-Kennemerland gratis. In de Kennemerduinen zijn honden niet toegestaan.

## Media
- Polygoonjournaal, 1955: "Scholieren plaatsen nestkastjes in Kennemerduinen" (01:09)